# Albrecht Meydenbauer
Albrecht Meydenbauer (30 avril 1834 à Tholey, Ottweiler - 15 novembre 1921 à Godesberg) est un ingénieur allemand. Avec Aimé Laussedat, il est l'inventeur de la photogrammétrie, en particulier de la photogrammétrie architecturale.

## Publications

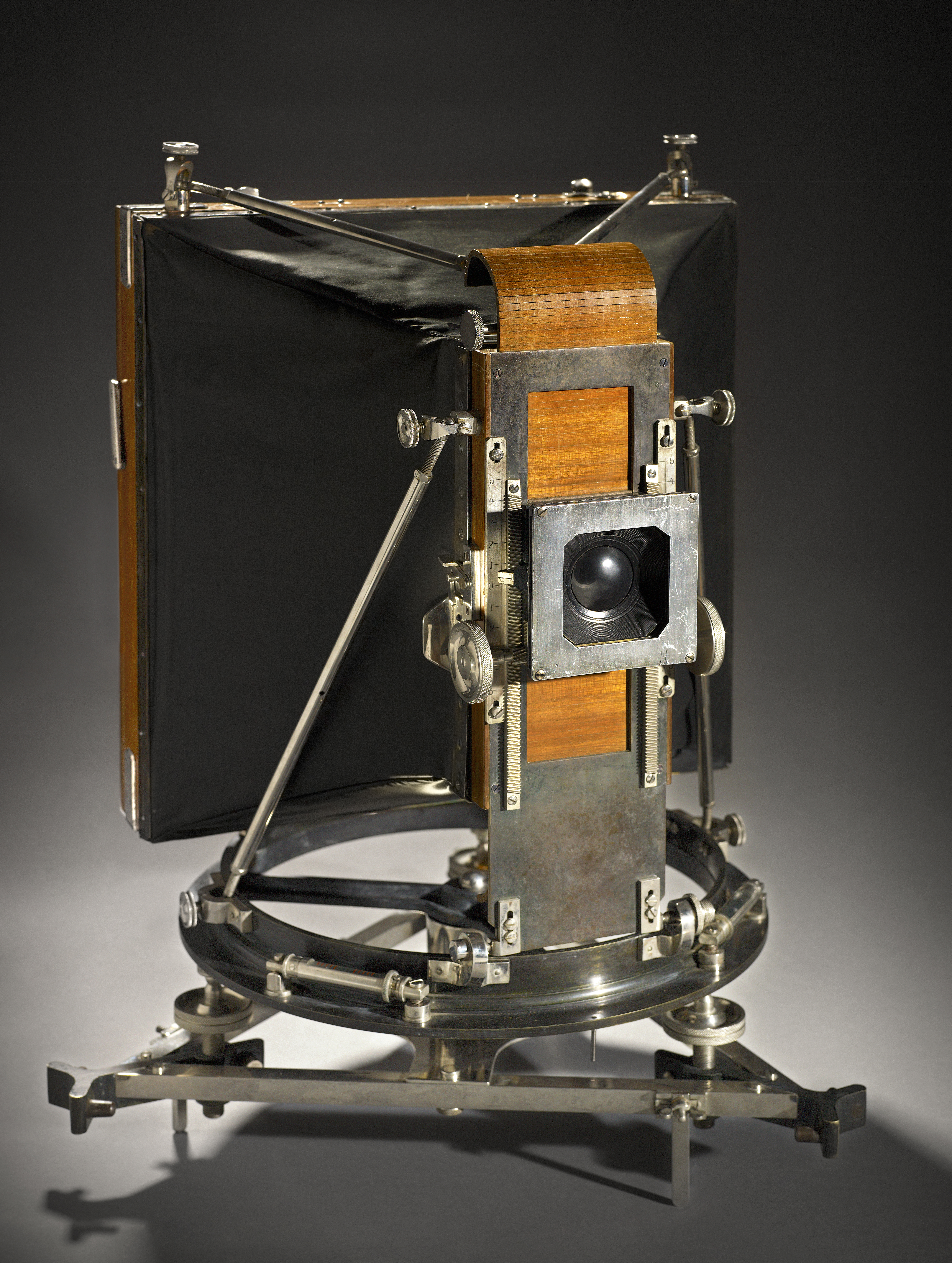
Appareil photographique créé par Albrecht Meydenbauer

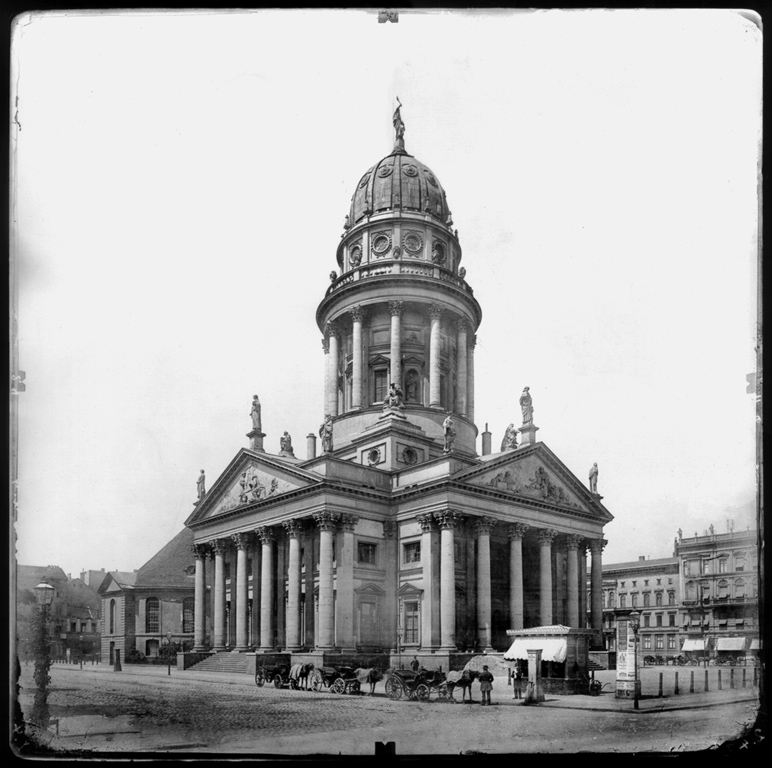
Vue du Französischer Dom de Berlin en 1882.

- Albrecht Meydenbauer, 120 Jahre Photogrammetrie in Deutschland: d. Tagebuch von Albrecht Meydenbauer, d. Nestor d. Messbild-Verfahrens, veröffentlicht aus Anlass des Jubiläums 1858/1978, Hrsg. Albrecht Grimm, Oldenbourg, München, VDI-Verlag, Düsseldorf, 1978,  (ISBN 3-486-21781-X)
- Albrecht Meydenbauer, Handbuch der Messbild-Kunst, Wilhelm Knapp, Halle/Saale, 1912
- Albrecht Meydenbauer, Das photographische Aufnehmen zu wissenschaftlichen Zwecken, insbesondere das Messbild-Verfahren, Untes Verlags-Anstalt, Berlin, 1892
- Albrecht Meydenbauer, Ein deutsches Denkmäler-Archiv (Monumenta Germaniae), Deutsche Bauzeitung, Nr. 28, 1894, S. 629-631
- Albrecht Meydenbauer, Das Denkmäler-Archiv und seine Herstellung durch das Messbild-Verfahren, Denkschrift, Messbild-Anstalt, Berlin, 1896
- Albrecht Meydenbauer, Ein Deutsches Denkmäler-Archiv. Ein Abschlusswort zum zwanzigjährigen Bestehen der Königlichen Messbild-Anstalt in Berlin, Messbild-Anstalt, Berlin, 1905